# Better Together
«Better Together» — песня американского кантри-певца Люка Комбса, вышедшая в качестве пятого сингла со второго студийного альбома What You See Is What You Get (2019).
Сингл достиг первого места в радиоэфирном хит-параде Country Airplay и в кантри-чарте Hot Country Songs, получил 2-кратную платиновую сертификацию в США.

## История
В лирической части песни Комбс «сравнивает себя и свою возлюбленную с другими парами». Билли Дьюкс из Taste of Country сказал о песне, что он «выбрал кантри-стиль, который говорят о том, кто он такой и — что более важно — кто его поклонники». Комбс исполнил песню 15 октября 2020 года во время телепередачи о вручении премий Billboard Music Awards. Во время выступления он появился в костюме и без своей фирменной бейсболки, его сопровождал только пианист.

## Коммерческий успех
В январе 2020 года песня «Better Together» достигла первого места в американском кантри-чарте Country Airplay, что позволили Комбсу стать первым музыкантом у которого все первые 9 синглов побывали на вершине чарта с начала отсчёта этого чарта службой Nielsen SoundScan в январе 1990 года. Он также достиг 15-го места в Billboard Hot 100, став для Комбса его третьим хитом в Топ-20 этого основного американского чарта
Из альбома What You See Is What You Get (2019) вышли семь синглов и все попали на первое место Country Airplay: «Forever After All» (июнь 2021), «Better Together» (5 недель на № 1 в январе 2021); «Lovin’ on You» (5, сентябрь 2020); «Does to Me» (2, мая 2020); «Even Though I’m Leaving» (5, ноябрь 2019); «Beer Never Broke My Heart» (2, август 2019) и «Cold as You» (1, ноябрь 2021). Шесть подряд чарттопперов последний раз было в 2017 году из альбома Kill the Lights Люка Брайана.
Сингл получил 4-кратную платиновую сертификацию в США.

## Чарты
| Чарт (2020—2021)                    | Высшая позиция |
| ----------------------------------- | -------------- |
| Канада (Billboard Canadian Hot 100) | 29             |
| Канада (Billboard Country)          | 1              |
| Мир (Billboard Global 200)          | 87             |
| США (Billboard Hot 100)             | 15             |
| США (Billboard Country Airplay)     | 1              |
| США (Billboard Hot Country Songs)   | 1              |

| Чарт (2021)                        | Позиция |
| ---------------------------------- | ------- |
| Канада (Canadian Hot 100)          | 94      |
| США (Billboard Hot 100)            | 57      |
| США (Country Airplay, Billboard)   | 5       |
| США (Hot Country Songs, Billboard) | 4       |

## Сертификации
| Регион                                                                      | Сертификация  | Продажи   |
| --------------------------------------------------------------------------- | ------------- | --------- |
| Австралия (ARIA)                                                            | 2× Платиновый | 140 000   |
| Канада (Music Canada)                                                       | 2× Платиновый | 160 000   |
| США (RIAA)                                                                  | 4× Платиновый | 4 000 000 |
| Данные о продажах + прослушиваниях приведены только на основе сертификации. |               |           |